# 山口定省
山口 定省（やまくち さだみ、やまぐち ていせい、1858年3月18日（安政5年2月4日） - 1926年（大正15年）1月20日）は、日本の政治家、衆議院議員（1期）。

## 経歴
若狭国遠敷郡和久里村(のち福井県遠敷郡今富村、現・小浜市)に小浜藩士山口甚太夫の子に生まれる。農業を営み、学務委員、和久里村戸長、今富村長、福井県会議員、同参事会員、遠敷郡会議員、同参事会員、福井農工銀行取締役、若越新聞社長となる。また、朝鮮で貿易業に従事する。
1898年8月の第6回衆議院議員総選挙において福井4区から憲政党公認で立候補して当選する。衆議院議員を1期務め、1902年の第7回衆議院議員総選挙は不出馬。1926年に死去した。